# Colletes albohirtus
Colletes albohirtus là một loài Hymenoptera trong họ Colletidae. Loài này được Cockerell mô tả khoa học năm 1946.